# 纳赫语

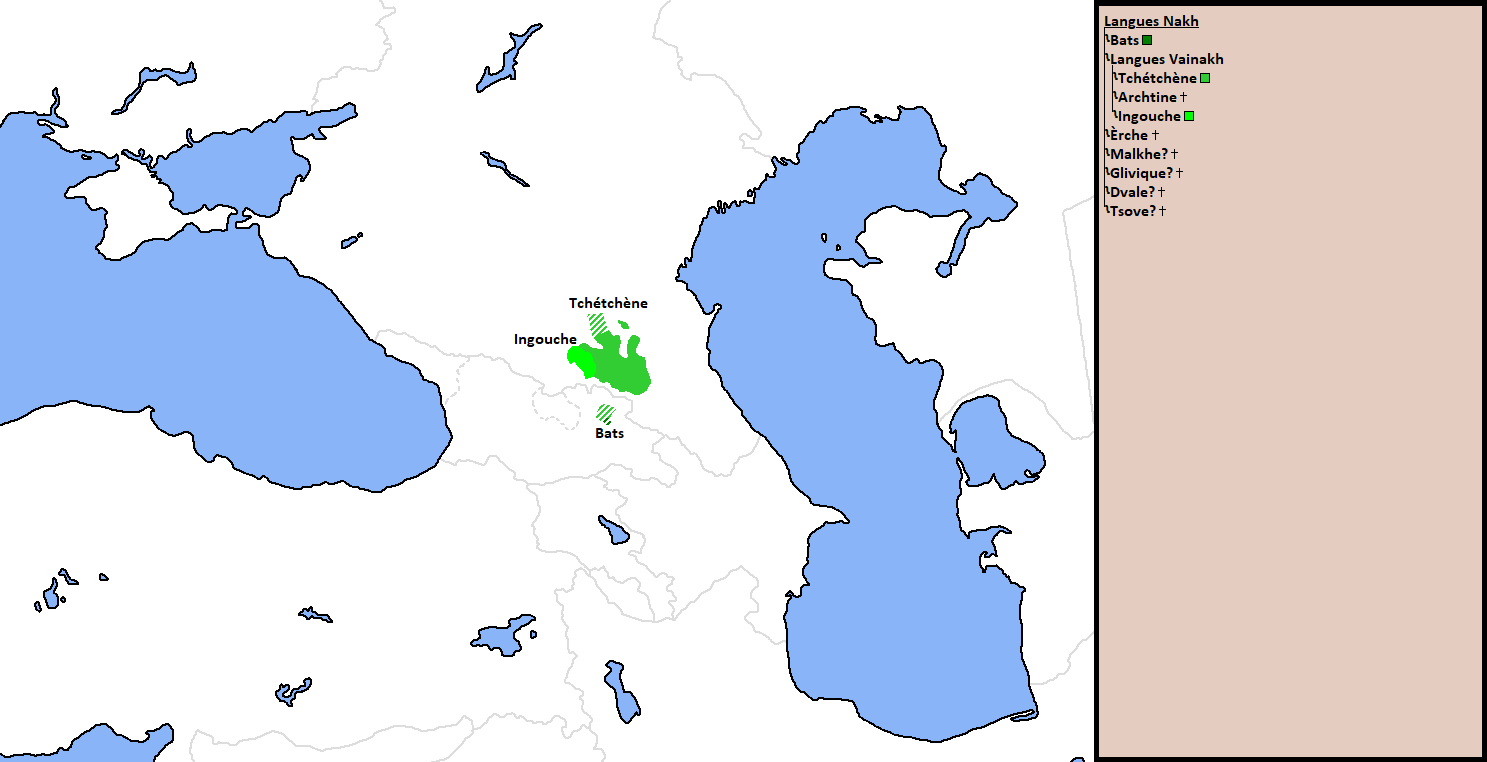
图中绿色部分即纳赫语的主要使用范围

纳赫语是东北高加索语系的一个语言分支，主要由俄罗斯南部北高加索地区的车臣人和印古什人使用。包括车臣语、印古什语和格鲁吉亚的巴茨人使用的巴茨语。该语言的使用者也被划归为纳赫人。